# Фиона Шо
Фиона Шо ОБЦ (енгл. Fiona Shaw; рођ. Фиона Мери Вилсон; енгл. Fiona Mary Wilson; Фаранри, 10. јул 1958) је ирска глумица и позоришна и оперска редитељка. Најпознатија је по својим улогама као Петунија Дарсли у филмској серији Хари Потер (2001—2010), Марни Стоунбрук у четвртој сезони HBO-ове серије Права крв (2011) и Каролин Мартенс у BBC-јевој серији Убити Ив (2018—данас).